# Lages Station (Nevada)
Lages Station es un área no incorporada ubicada en el condado de White Pine en el estado estadounidense de Nevada.

## Geografía
Lages Station se encuentra ubicado en las coordenadas 40°3′50″N 114°36′53″O / 40.06389, -114.61472.